# تیم ملی فوتبال زیر ۲۳ سال نپال
تیم ملی فوتبال زیر ۲۳ سال نپال (به انگلیسی: Nepal national under-23 football team) تیم فوتبال جوانان کشور نپال است و زیر نظر فدراسیون فوتبال نپال فعالیت می‌کند. این تیم نمایندهٔ نپال در بازی‌های المپیک و بازی‌های آسیایی است.